# Сатопантх
Сатопантх-Банк (хинди सतोपंथ हिमानी, англ. Satopanth Glacier) — ледник в индийском штате Уттаракханд. Здесь берёт своё начало река Алакнанда.
Термин сатопантх происходит от двух слов — сато, означающего истину, и пантх, означающего путь. Таким образом, его дословное значение — путь истины. Поскольку ледник находится рядом с индо-китайской границей, фотосъёмка данной местности запрещена.
Учёные утверждают, что ледник отступает, хотя и не так быстро, как Ганготри. В связи с этим, был принят ряд превентивных мер.

## География

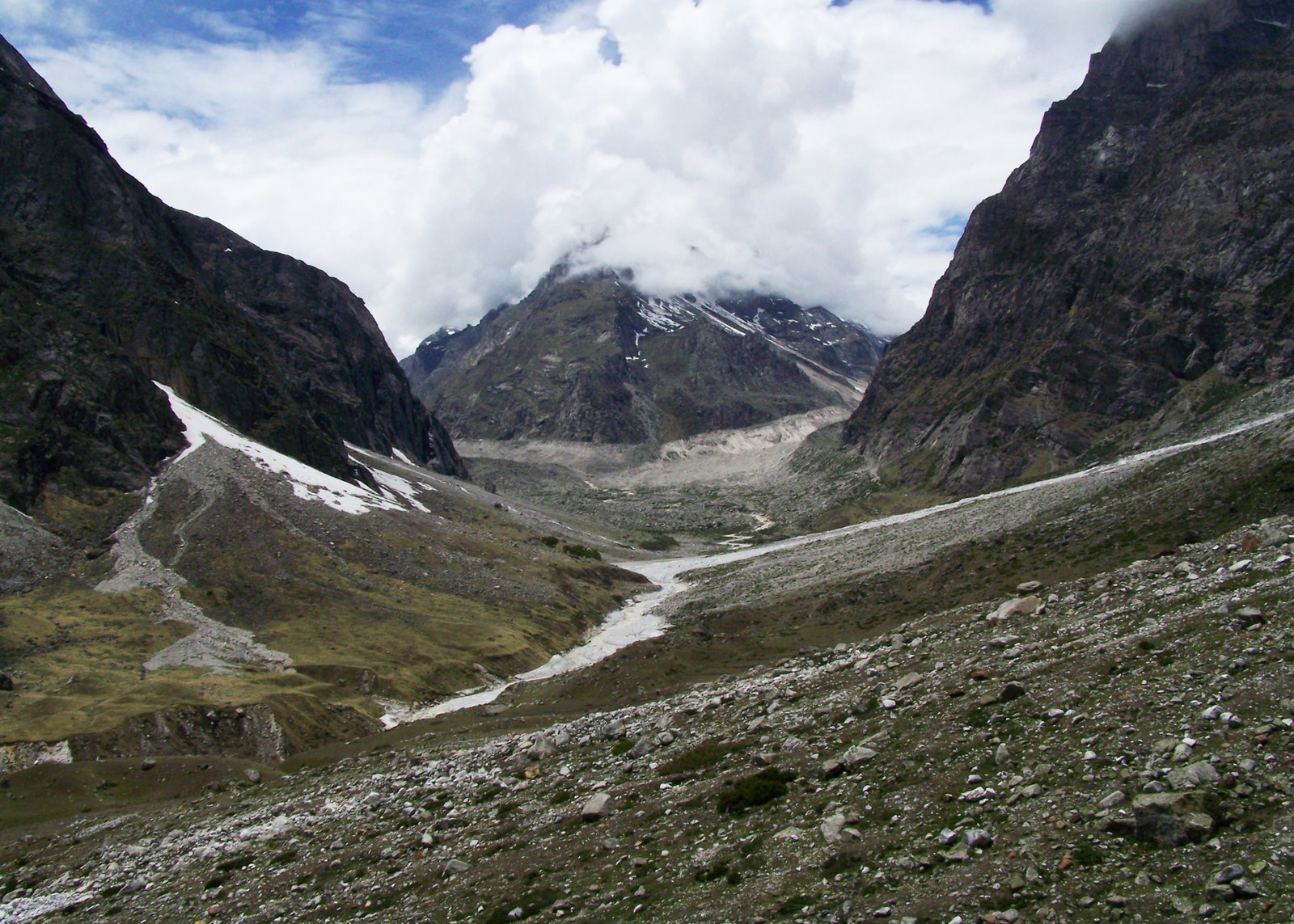
Гора Балакун, разделяющая ледник Сатопантх-Банк (слева) и ледник Бхагиратх-Кхарак-Банк (справа)

Сатопантх-Банк расположен на северо-западной стороне горы Нилкантх, главной вершины гималайского хребта Гарвал. Берущий начало на высоте 7000 метров (горы Чаукхамба и Бадринатх), ледник простирается на расстоянии 13 километров.

## Доступность
К леднику Сатопантх-Банк можно подойти со стороны города Джошиматха, следуя по дороге, соединяющей населённые пункты Бадринатх и Мана. Далее маршрут следует по течению реки Алакнанда. По дороге встречается водопад Васудхара, лежащий на правом берегу реки. Лицевая сторона ледника открывается примерно в 5 километрах выше по течению. К Сатопантху можно добраться только в летние месяцы.
Ближайший аэропорт находится в Джоллигранте, примерно в 221 километрах. Ближайшая железнодорожная станция находится в Ришикеше. Регион связан автомобильными дорогами с Дехрадуном, Хардваром, Найниталом и Алморой.